# NGC 2404
NGC 2404 ist ein H-II-Gebiet und eine große Sternassoziation in der Galaxie NGC 2403. Das Objekt wurde am 2. Februar 1886 von dem Astronomen Guillaume Bigourdan entdeckt.